# 志鳥栄八郎
志鳥 栄八郎（しどり えいはちろう、1926年1月24日 - 2001年9月5日）は日本の音楽評論家。

## 経歴
東京府北豊島郡日暮里町（現・東京都荒川区日暮里）で毛筆製造業者の八男として生まれる。旧制駒込中学校（現・駒込中学校・高等学校）在学中の同級生に大滝秀治がいる。文学と音楽に熱中して第一高等学校 (旧制)と慶應義塾大学予科の入試に失敗し、予備校生活を経て、1944年から旭電化工業に勤務。1945年3月10日の東京大空襲で実家が焼失したため、福島県石川郡石川町に疎開。1945年5月、召集令状を受け、二等兵として相模原の通信第一連隊に入営。敗戦後に復員し、1946年1月から日本造船に勤務。1949年、旺文社に転じ、1954年から『高校時代』編集部に勤務。旺文社勤務のかたわら、1952年から『レコード芸術』（音楽之友社）に海外盤試聴記を連載するようになり、音楽評論の道に入る。1955年2月に旺文社を退社し、フリーとなる。
酒好きで胃腸が弱かったため、整腸剤エンテロ・ヴィオフォルムを常用していたが、原材料のキノホルムの副作用により1968年から難病スモンを患い、視力低下や身体の激痛、痺れに苦しんだ。1992年、クラシック音楽興隆会を設立し理事長に就任。晩年は胃のポリープ、脳梗塞、硬膜下出血、腎不全などを患い、75歳で死去した。